# Théorème de Zermelo (théorie des jeux)
Cet article concerne le théorème en théorie des jeux. Pour le résultat de théorie des ensembles, voir Théorème de Zermelo.
En théorie des jeux, le théorème de Zermelo, du nom du mathématicien allemand Ernst Zermelo, énonce que dans tout jeu tour à tour, fini, à deux joueurs, à information parfaite, et sans hasard, sans match nul, l'un des deux joueurs a une stratégie gagnante.

## Exemple
Si on souhaite appliquer ce théorème à un jeu, il faut vérifier qu'il satisfait bien les critères suivants : il y a deux joueurs dans le jeu, le jeu est à information parfaite, c'est-à-dire que chacun des joueurs a une connaissance complète de l'état du jeu et des coups joués, le plateau de jeu est fini, les deux joueurs jouent alternativement et il n'y a pas d'élément de hasard présent. Zermelo a déclaré qu'il existait de nombreux jeux de ce type, mais son théorème a surtout été appliqué au jeu des échecs.
En effet, les échecs vérifient toutes les conditions,  le théorème de Zermelo affirme donc que « soit le joueur blanc a une stratégie gagnante, soit le joueur noir a une stratégie pour gagner ou mener à un match nul, ».

## Démonstration
Le théorème de Zermelo peut se démontrer par récurrence sur la hauteur de l'arbre du jeu.

## Extension
Le théorème de Zermelo s'étend à l'accessibilité sur un graphe fini, via l'algorithme de l'attracteur[réf. nécessaire].